# Biljana Stojkoska
Biljana Stojkoska (født 12. maj 1975 i København) er en dansk skuespiller og manuskriptforfatter. Stojkoska har medvirket i Dicte, Broen, Afvej, The Rain og en lang række af kortfilm og tv-serier. Hun er uddannet på skuespillerskolen William Esper Studio i New York City.

## Filmografi

### Film
| År   | Titel              | Rolle              | Noter    |
| ---- | ------------------ | ------------------ | -------- |
| 2015 | Et Gensyn          | Simone             | Kortfilm |
| 2015 | Afvej              | Caroline           | Kortfilm |
| 2015 | Det korte liv      | Sygeplejerske      | Kortfilm |
| 2013 | Cold Night         | Beautiful          |          |
| 2012 | Skytten            | Redaktionssekretær |          |
| 2011 | Teffilin           | Sarah              | Kortfilm |
| 2011 | Hotel              | Elena              | Kortfilm |
| 2011 | Stille Vand        | Louise             | Kortfilm |
| 2010 | Brug for kærlighed | Marianne           | Kortfilm |
| 2009 | Tick Tick Boom     | Sygeplejerske      | Kortfilm |

### Tv
| År   | Titel              | Rolle         | Noter               |
| ---- | ------------------ | ------------- | ------------------- |
| 2019 | The Rain           | Apollonkvinde |                     |
| 2018 | Idioten            | Søs           |                     |
| 2016 | Bedrag             | Milena        |                     |
| 2016 | Dicte              | Eva           |                     |
| 2016 | Klaes the roommate | Tine          |                     |
| 2015 | Broen              | Advokat       |                     |
| 2015 | Mord uden grænser  | Ung Mor       |                     |
| 2015 | Bette & Tallulah   | Bette         | manuskriptforfatter |
| 2013 | Aggressiv Amager   | Jette         |                     |
| 2011 | Velfærd            | Karoline      |                     |
| 2009 | Lulu & Leon        | Sveta         |                     |
| 2008 | Sommer             | Eva           |                     |
| 2007 | Jagttegn           |               |                     |